# William Vickrey
William Spencer Vickrey (n. 21 iunie 1914, Victoria, British Columbia, Canada – d. 11 octombrie 1996, Harrison⁠(d), Westchester County, New York, SUA) a fost un economist american, laureat al Premiului Nobel pentru Economie (1996).